# Rajon Sîngerei
Der Rajon Sîngerei ist ein Rajon in der Republik Moldau. Die Rajonshauptstadt ist Sîngerei.

## Geographie
Der Rajon liegt in der nördlichen Hälfte des Landes. Sîngerei grenzt an die Rajons Drochia, Fălești, Florești, Rîșcani, Telenești und Ungheni sowie an das Munizipium Bălți.
Neben der Hauptstadt besitzt Biruința das Stadtrecht, das übrige Gebiet des Rajons ist auf ländliche Gemeinden verteilt.

## Geschichte
Der Rajon Sîngerei besteht seit 2003. Bis Februar 2003 gehörte das Gebiet zum inzwischen aufgelösten Kreis Bălți (Județul Bălți).

## Bevölkerung

### Bevölkerungsentwicklung
1959 lebten im Gebiet des heutigen Rajons 66.693 Einwohner. In den darauf folgenden Jahrzehnten stieg die Zahl der Einwohner kontinuierlich an: von 83.036 im Jahr 1970 über 88.844 im Jahr 1979 bis zu 89.929 im Jahr 1989. Bis 2004 sank wie in ganz Moldau die Bevölkerungszahl des Rajons, die in jenem Jahr 87.153 betrug. 2014 lag sie bei 79.814.

### Volksgruppen
Laut der Volkszählung 2004 stellen die Moldauer mit 85,1 % die anteilsmäßig größte Volksgruppe im Rajon Sîngerei, gefolgt von den Ukrainern mit 9,7 %, den Russen mit 3,5 %, den Rumänen mit 1,3 % und den Gagausen mit 0,1 %.